# S7 Airlines
S7 Airlines er et russisk flyselskab med base i Ob, Rusland. Flyselskabet, der indtil foråret 2006 gik tidligere under navnet Sibir Airlines, er Ruslands anden største flyselskab, mål på antallet af passagerer – 4,9 millioner i 2006. Det flyver med afgange i Rusland og SNG samt til og fra internationale destinationer i Israel, Japan, Kina, Sydkorea, Tyrkiet, Tyskland, og de Forenede Arabiske Emirater. Flyselskabets hovedflyvepladser er Moskva-Domodedovo Lufthavn i Moskva og Novosibirsk Tolmachevo flyveplads i Novosibirsk samt Irkutsk internationale lufthavn i Irkutsk.
S7 Airlines er del af S7 Group der også inkludere S7 Tour, S7 Charter, S7 Cargo.

## Historie
Sibir Airlines blev grundlagt i maj 1992 i Ob, en mindre by i nærheden af Novosibirsk. Selskabet er en efterfølger for det tidligere Tolmachevo forenede flygruppe (russisk: Толмачевский объединенный авиаотряд), som var en lokal underafdeling af Aeroflot. Tolmachevo forenede flygruppe datere tilbage til 12. juli 1957, hvor det startede med flyvninger fra Moskva til Novosibirsk. Selskabets første internationale flyvning gik i 1991 til Harbin i Kina. I 1994 tilsluttede selskabet sig International Air Transport Association, samme år blev selskabet privatiseret og omdannet til aktieselskab og åbnede også den første internationale rute fra Novosibirsk til Frankfurt, Tyskland.
På trods af den internationale rute forblev Sibir Airlines op gennem første halvdel af 1990erne et mediumstørrelse regionalt flyselskab, som så mange andre regionale flyselskaber dannet ud fra Aeroflot, og koncentrerede sig hovedsageligt om indenrigsflyvninger ud fra Novosibirsk, men i slutningen af 1990erne startede Sibir Airlines en aggressiv ekspansionspolitik på det interne russiske marked.
Sibir Airlines voksede hovedsageligt gennem sammenslutninger eller overtagelser med andre mindre regionale flyselskaber; i 2001 Vnukovo Airlines med base i Vnukovo Internationale Lufthavn, i 2002 det armenske ArmAvia, i 2004 Chelyabinsk airlines. I 1999 åbnede Sibir Airlines en Moskva-afdeling i Vnukovo Internationale Lufthavn og i 2002 en charterafdeling fra Sheremetyevo internationale lufthavn. Sibir Airlines ekspanderede ligeledes med en afdeling i Irkutsk.
Siden 2003 var Sibir Airlines det andenstørste russiske flyselskab: nummer to på udenrigsflyvninger og nummer et på indenrigsflyvninger. Flyselskabet fragtede 3,4 millioner passagerer i 2003 og havde 4950 ansatte i januar 2005.
I 2005 producerede det London-baserede Landor Associates en stor marketingkampagne for Sibir Airlines omkring det nyt brand "S7", og den 5. maj 2006 skiftede Sibir Airlines officielt navn til S7 Airlines. Samtidigt i gangsattes en stor marketingskampagne under sloganet "Frihed til at vælge" ("Свобода выбирать").
I december 2006 blev S7 Airlines det andet russiske flyselskab til at færdiggøre den International Air Transport Associations International Safety Audit (IOSA), som er en global sikkerhedsstandard.
I juli 2007 bekendtgjorde S7 at det ville tilslutte sig den internationale flyalliance Oneworld.

## Flåde
S7 Airlines flyflåde bestå af følgende fly (juli 2007)
Det første vestlige fly, en Airbus A310, blev indkøbt i 2004 og i sommer 2004, under Farnborough Air Show, underskrev S7 en aftale om at købe 50 af den nye type Sukhoi Russian Regional Jet som skulle afleveres i 2007. Senere skiftede det dog mening og aflyste ordren, med en begrundelse om at de nye specifikationer ikke længere passede til selskabets krav.
Den 29. maj 2007 annoncerede Boeing at S7 havde bestil 15 fly af typen Boeing 787 Dreamliners til aflevering i 2014 og yderligere 10 i option.

## Uheld og katastrofer
- Den 4. oktober 2001: En Tupolev Tu-154M jet på vej fra Tel Aviv til Novosibirsk blev ved et uheld ramt af en ukrainsk S-200 raket, og styrede i Sortehavet ud for Sochi. Alle de 78 ombordværende omkom.
- Den 12. januar 2002: En Tupolev Tu-204 med 145 passagerer og besætningsmedlemmer glider af en overiset landingsbane på Tsentralny lufthavnen i Omsk under landing. Der var ingen omkomne, men flyet fik omfattende skader.
- Den 24. august 2004: En Tupolev Tu-154B2 jet på vej fra Moskva til Sochi eksplodere i luften og og styrtede til jorden i nærheden af Rostov ved Don efter at være blevet ramt af en tjetjensk selvmordsterrorist. Alle ombordværende 46 personer omkom.
- Den 9. juli 2006: En Airbus A310 forulykkede under landing i Irkusk. Flyet fik ikke stoppet i tide og overkørte landingsbanen og ramte ind i en betonbarriere og satte i brand. 124 personer omkom[5].